# Tinkanium
Tinkanium è il nome commerciale di una specialità medicinale in cui l'azione sinergica dei due principi attivi consente di interferire in punti distinti del metabolismo batterico, con effetto battericida.
È un farmaco con obbligo di ricetta medico veterinaria in triplice copia non ripetibile.
È disponibile in forma di pasta orale (usata per i cavalli sportivi) o di soluzione iniettabile in flaconi da 100 o 250 ml (solitamente utilizzata per bovini e suini ma talvolta anche equini).
È importante che durante il trattamento i soggetti trattati possano disporre di abbondanti quantità di acqua da bere.

## Composizione
In 100 g di prodotto sono presenti i seguenti principi attivi: 
- sulfametazina sodica (33,34 g)
- trimethoprim (6,66 g)

## Indicazioni
Per il trattamento di una vasta gamma di infezioni sostenute da batteri Gram positivi e Gram negativi (e sulfamido-sensibili) e più precisamente:
- Infezioni delle vie respiratorie: rinite, faringite, tonsillite, sinusite, bronchite, e broncopolmonite batterica, sia primarie che secondarie ad infezioni virali, adenite equina.
- Infezioni dell'apparato uro-genitale: nefrite, cistite, cisto-pielite, uretrite, vaginite, metrite, balanite.
- Infezioni della cute e dei tessuti molto molli: dermatite, piodermite, eczema umido, ascesso, flemmone, ferite.
- Copertura antibatterica post-operatoria
- Copertura antibatterica in caso di infezioni virali

## Tempi di sospensione
Il prodotto non va somministrato a cavalli allevati a scopo alimentare. In ogni caso i cavalli sportivi trattati non potranno essere destinati all'uso alimentare prima che siano trascorsi 180 giorni dall'ultimo trattamento.
Per quanto riguarda sono necessari 7 giorni, per i bovini invece 7 giorni per le carni e 4 mungiture (48 ore) per il latte.

## Controindicazioni
Non va somministrato ad animali con accertata sensibilità ad uno dei componenti, grave danno al parenchima epatico o discrasia sanguigna.

## Effetti indesiderati
Nei casi gravi, l'elevata azione battericida del farmaco può liberare tossine batteriche.